# توماس لويس (لاعب كرة قدم أمريكية)
توماس لويس (بالإنجليزية: Thomas Lewis)‏ هو لاعب كرة قدم أمريكية أمريكي، ولد في 10 يناير 1972 في آكرون في الولايات المتحدة.

## وصلات خارجية
- توماس لويس على موقع مرجع كرة القدم المحترفة.كوم (الإنجليزية)